# アルシノ・アイザックス
アルシノ・アイザックス（Alcino Izaacs、1993年11月16日 - ）は、ボーランド・カヴァリアーズに所属するラグビーユニオン選手。

## プロフィール
- ナミビア・ウィントフック出身[1]。
- ポジションはウィング(WTB)、フルバック(FB)。
- 身長 189cm、体重 84kg
- ナミビア代表キャップは11（2025年2月現在）でラグビーワールドカップ2023のナミビア代表に選ばれた[2]。

## 略歴
シャークス (カリーカップ)、ブルー・ブルズ、イースタン・プロヴィンス・エレファンツを経て、2023年、ボーランド・カヴァリアーズに加入。